# Hervás
Hervás (extremadurai nyelven Ervás) település Spanyolországban, Cáceres tartományban. Hervás Aldeanueva del Camino, Baños de Montemayor, La Garganta, Candelario, Jerte, Cabezuela del Valle és Gargantilla községekkel határos. Lakosainak száma 3921 fő (2024).

## Népesség
A település népessége az elmúlt években az alábbi módon változott:
| Lakosok száma | 3860 | 3834 | 3924 | 4126 | 4197 | 4180 | 4120 | 3976 | 3952 | 3921 |
|               | 2001 | 2004 | 2006 | 2009 | 2011 | 2014 | 2016 | 2019 | 2021 | 2024 |